# Alexander von Gleichen-Russwurm
Carl Alexander von Gleichen-Russwurm, född 6 november 1865, död 25 oktober 1947, var en tysk författare. Han var son till Ludwig von Gleichen-Russwurm.
von Gleichen-Russwurm var författare till socialetiska och kulturhistoriska arbeten, som utgavs i en mängd upplagor. Som romanförfattare framträdde von Gleichen-Russwurm med Die Macher und die Macht (1915), som dramatiker i Tragödie der Schönheit (1914).